# 瑟尔登
瑟尔登（德語：Sölden，發音：[ˈsœldn̩]）是奥地利蒂罗尔州伊姆斯特县的一个市镇，面积466.89平方千米，是奧地利面積最大的市镇，2021人口为2,955人。